# Знаменский, Серафим Иванович
Серафи́м Ива́нович Зна́менский (2 февраля 1906, Зелёная Слобода, Московская губерния — 7 мая 1942, Москва) — советский легкоатлет, средневик и стайер, победитель и призёр чемпионатов СССР. Заслуженный мастер спорта СССР (1936). Чемпион III Летней Рабочей Олимпиады в Антверпене (1937).

## Биография
Родился 20 января (2 февраля) 1906 года в селе Зелёная Слобода (ныне Раменского района Московской области). В его семье было 10 детей. Отец служил в церкви, а на матери держался весь дом. Серафим был очень музыкальным мальчиком. С 13 лет служил дьячком в церкви отца и обладал отличными вокальными данными. Каждый раз после очередного концерта брата Георгий говорил: «Симка, не боги жгут горшки. Дерзай и станешь Шопеном!». Спортом его заставил заниматься брат Сергей.
В 1931 году вслед за братом переезжает в Никольское (ныне Балашиха). Работал техником-геодезистом в одной из столичных организаций, а затем разнорабочим на строительство фабрики-прачечной около Таганки. Братьев Знаменских в Никольском заметили, ведь мало кто будет ходить зимой без пальто и бегать каждый день по 16 км на работу. Тренировались братья около пруда в Никольском.

Братья Знаменские на стадионе.

Звёздным часом Серафима стал пробег на приз имени Максима Горького. Знаменский даже на время обошёл рекордсмена страны Маляева. Но Знаменскому не повезло: он запутался в маршруте и свернул не в тот переулок. Маляев прибежал первым. Несмотря на это, Серафим получил поздравлений больше, чем чемпион.
Серафиму пришлось заменить брата в команде «Серп и молот». Хотя тренер и не очень этого хотел, но это оказалось беспочвенно. Именно Серафим Знаменский принес команде завода победу в эстафете 10×1000 м.
В 1933 году Серафим становится рекордсменом страны в беге на 3000 м, пробежав дистанцию быстрее 9 минут. В 1934 на чемпионате страны выигрывает дистанции 1500, 5000 и 10 000 м. Георгий трижды второй.
В 1935, 1937 и 1938 годах трижды выигрывает международный кросс, организованный французской газетой «Юманите». Выигрывает чемпионаты СССР 1936—1938, 1940 — в беге на 5000 м, 1934, 1936, 1938 — на 10 000 м.
В 1941 году вместе с братом окончил 2-й Московский медицинский институт.
С началом Великой Отечественной войны вместе с братом Георгием был зачислен в состав Отдельной мотострелковой бригады особого назначения.
В мае 1942, получив письмо о смерти матери (по другой версии, не пережив измены жены; оба эти известия совпали по времени), покончил с собой. По другой версии, приехав домой в отпуск, застал в квартире разгульную компанию и был застрелен любовником своей супруги. Похоронен в Москве на Ваганьковском кладбище (9 уч.). Через 4 года умер от рака и брат Георгий.

## Результаты

### Соревнования
| Год  | Город   | Дистанция                             | Дата        | Результат   | Место |
| ---- | ------- | ------------------------------------- | ----------- | ----------- | ----- |
| 1934 | Москва  | 1500 м                                | 1 августа   | 4.04,2      | I     |
| 1934 | Москва  | 5000 м                                | 4 августа   | 15.12,0     | I     |
| 1934 | Москва  | 10 000 м                              | 6 августа   | 31.53,8 NR* | I     |
| 1934 | Москва  | Шведская эстафета (800+400+200+100 м) | 3 августа   | 3.21,5      | II    |
| 1935 | Москва  | 2000 м                                | 11 сентября | 5.32,8      | II    |
| 1936 | Москва  | 5000 м                                |             | 15.14,2     | I     |
| 1936 | Москва  | 10 000 м                              | 24 августа  | 31.45,6 NR* | I     |
| 1937 | Москва  | 5000 м                                |             | 15.17,2     | I     |
| 1937 | Москва  | 10 000 м                              |             | DNF         | —     |
| 1938 | Харьков | 5000 м                                |             | 15.02,0     | I     |
| 1938 | Харьков | 10 000 м                              | 12 сентября | 31.13,4 NR* | I     |
| 1938 | Москва  | кросс 8 км                            | 6 июня      | 27.02,4     | 8     |
| 1939 | Харьков | 5000 м                                |             | 15.00,2     | II    |
| 1939 | Харьков | 10 000 м                              |             | 31.11,8     | II    |
| 1940 | Москва  | 5000 м                                |             | 14.42,8     | I     |

1. ↑  Состав команды Спартак: Серафим Знаменский, Иван Козлов, Григорий Пужный, Н. Ротмистров

| Год  | Соревнование             | Город                   | Дистанция | Дата       | Результат           | Место               |
| ---- | ------------------------ | ----------------------- | --------- | ---------- | ------------------- | ------------------- |
| 1933 | Детское Село — Ленинград | Детское Село, Ленинград | 30 км     |            |                     | II                  |
| 1935 | Кросс Юманите            | Ла-Курнёв               | 8 км      | 3 февраля  | 20.57⅘              | I (личный зачёт)    |
| 1935 | Кросс Юманите            | Ла-Курнёв               | 8 км      | 3 февраля  | 10                  | I (командный зачёт) |
| 1937 | Кросс Юманите            | Ла-Курнёв               | 9100 м    | 14 февраля | 27.44               | I (личный зачёт)    |
| 1937 | Кросс Юманите            | Ла-Курнёв               | 9100 м    | 14 февраля | I (командный зачёт) |                     |
| 1938 | Кросс Юманите            | Ла-Курнёв               | 10 400 м  | 20 февраля | 34.28⅗              | I (личный зачёт)    |
| 1938 | Кросс Юманите            | Ла-Курнёв               | 10 400 м  | 20 февраля | I (командный зачёт) |                     |
| 1939 | Кросс Юманите            | Ла-Курнёв               | 10 400 м  | 19 февраля | 35.32               | 5 (личный зачёт)    |
| 1939 | Кросс Юманите            | Ла-Курнёв               | 10 400 м  | 19 февраля | I (командный зачёт) |                     |

1. ↑  Состав команды СССР: Серафим Знаменский — 1, Георгий Знаменский — 2, Моисей Иванькович — 3, Александр Маляев — 4

### Всесоюзные рекорды
| Дистанция                | Результат | Город          | Дата       |
| ------------------------ | --------- | -------------- | ---------- |
| 1500 метров              | 4.01,5    | Киев           | 24.7.1935  |
| 1500 метров              | 3.59,9    | Ростов-на-Дону | 3.9.1935   |
| 2000 метров              | 5.31,8    | Москва         | 22.9.1934  |
| 3000 метров              | 8.57,4    | Москва         | 30.8.1933  |
| 3000 метров              | 8.40,2    | Москва         | 24.9.1934  |
| 3000 метров              | 8.37,2    | Тбилиси        | 15.10.1935 |
| 3000 метров              | 8.31,6    | Москва         | 21.9.1936  |
| 3000 метров              | 8.28,0    | Москва         | 21.6.1939  |
| 5000 метров              | 15.04,6   | Москва         | 17.6.1934  |
| 5000 метров              | 14.56,5   | Москва         | 2.7.1934   |
| 5000 метров              | 14.51,2   | Киев           | 24.9.1935  |
| 5000 метров              | 14.38,7   | Москва         | 18.9.1936  |
| 5000 метров              | 14.38,4   | Москва         | 11.8.1939  |
| 5000 метров              | 14.37,0   | Москва         | 22.9.1940  |
| 10 000 метров            | 31.53,8   | Москва         | 6.8.1934   |
| 10 000 метров            | 31.45,6   | Москва         | 24.8.1936  |
| 10 000 метров            | 31.28,0   | Киев           | 28.9.1937  |
| 10 000 метров            | 31.13,4   | Харьков        | 12.9.1938  |
| 10 000 метров            | 31.04,0   | Москва         | 30.9.1938  |
| 10 000 метров            | 30.44,8   | Москва         | 18.9.1939  |
| Эстафета 4x800 метров    | 8.09,6    | Москва         | 10.5.1939  |
| не утверждены официально |           |                |            |
| 5000 метров              | 14.55,8   | Прага          | 20.10.1934 |

1. ↑  Состав команды «Спартак»: А. Николаев, В. Горюшин, Серафим Знаменский, Виктор Шелудяков

## Память
- Со 2 июля 1949 года начали проводиться международные соревнования «Мемориал братьев Знаменских».
- В эстафете «Вечерняя Москва» разыгрывался приз братьев Знаменских на самом длинном этапе.

В честь братьев Знаменских названы:
1. Спортивная школа в Москве
2. Стадион в Москве
3. Улица в Оренбурге

## Награды
- заслуженный мастер спорта СССР (1936)
- орден «Знак Почёта» (22.07.1937)